# ГЕС Büyükdüz
ГЕС Büyükdüz — гідроелектростанція на півночі Туреччини. Використовує ресурс зі сточища річки Cizere, лівої притоки Harşit Çayı, яка впадає до Чорного моря на східній околиці міста Тиреболу.
У межах проєкту спорудили дві невеликі бетонні водозабірні греблі Тасоба та Елмалі на Demirkapi та Kürtün — відповідно лівому та правому витоках Cizere. Вони мають висоту від тальвегу 14 метрів та 17 метрів і припускають коливання рівня води між позначками 1185 та 1190 метрів НРМ. Від них прямують дериваційні тунелі довжиною 6,9 км та 4,9 км, котрі з'єднуються за 0,4 км від невеликого балансувального басейну. З останнього починається напірний водовід довжиною 1,7 км з діаметром 2 метри, який на завершальному етапі перетинає Demirkapi і виходить до машинного залу, спорудженого на правому березі Cizere.
Основне обладнання станції становлять дві турбіни типу Пелтонс потужністю по 34,4 МВт, які при чистому напорі у 489 метрів повинні забезпечувати виробництво 192 млн кВт·год електроенергії на рік.
Відпрацьована вода повертається у Cizere незадовго до її впадіння у водосховище ГЕС Kürtün.